# Province delle Isole Salomone

Province delle Isole Salomone

Le province delle Isole Salomone costituiscono la suddivisione territoriale di primo livello del Paese e ammontano a nove; ad esse è equiordinato il territorio della capitale, Honiara.

## Lista
| Mappa | Bandiera | Provincia         | Capoluogo | Popolazione (2009) | Superficie (km²) | Densità (ab./km²) |
| ----- | -------- | ----------------- | --------- | ------------------ | ---------------- | ----------------- |
|       |          | Centrale          | Tulagi    | 26 051             | 615              |                   |
|       |          | Choiseul          | Taro      | 26 372             | 3 837            |                   |
|       |          | Guadalcanal       | Honiara   | 93 613             | 5 336            |                   |
|       |          | Isabel            | Buala     | 26 158             | 4 136            |                   |
|       |          | Makira-Ulawa      | Kirakira  | 40 419             | 3 188            |                   |
|       |          | Malaita           | Auki      | 137 596            | 4 225            |                   |
|       |          | Occidentale       | Gizo      | 76 649             | 5 475            |                   |
|       |          | Rennell e Bellona | Tigoa     | 3 041              | 671              |                   |
|       |          | Temotu            | Lata      | 21 362             | 895              |                   |
|       |          | Honiara           | -         | 64 609             | 22               |                   |